# Sto ena noč
Sto in ena noč (arabsko كتاب فيه حديث مائة ليلة وليلة, latinizirano: Kitâb Fîhi Hadîth Mi'a Layla wa-Layla, dob. 'Knjiga, ki vsebuje hadise iz Sto in ene noči') je knjiga arabske književnosti, sestavljena iz dvajsetih zgodb, podobnih bolj znanim zgodbam iz Tisoč in ene noči.
Izvor dela je skrivnost. Nekateri poznavalci nakazujejo možnost, da zgodbe izvirajo iz Perzije ali Indije, vendar samo delo prihaja iz Magreba (severozahodna Afrika), po mnenju drugih pa iz al-Andaluza (islamska Iberija). V zahodni Evropi se je knjiga pojavila leta 1911, ko je francoski arabist Maurice Gaudefroy-Demombynes (1862–1957) objavil svoj francoski prevod štirih magrebskih rokopisov. Leta 2010 je orientalistka Claudia Ott odkrila najstarejši znani rokopis iz leta 1234 ali 1235, ki vključuje le prvih 85 noči. Leta 2012 je bil rokopis preveden v nemščino in leta 2016 v angleščino.
Tematika in pripovedna struktura sta zelo podobni tistim iz Tisoč in ene noči. Zgodbe, ki se dogajajo v neizmernem muslimanskem svetu, govorijo o neustrašnih popotnikih, epskih in romantičnih dogodivščinah ter enigmah, željah in čudesih, ki očarajo bralca. Poleg drugih podobnosti s Tisoč in eno nočjo ima Sto in ena noč isto junakinjo - Šeherezado - za katero se domneva, da je starejša. Z izjemo pravljic O ebenovinastem konju in Sedem vezirjev, ki sta prisotni tudi v Tisoč in eni noči, so zgodbe v obeh delih različne. Duh obeh knjig je enak in učenjaki menijo, da branje vsakega od njiju dopolnjuje drugega in omogoča popolnejše vrednotenje srednjeveške arabske književnosti. Po mnenju Claudie Ott zgodbe iz Tisoč in ene noči govorijo o vzhodnem arabskem svetu, zgodbe Sto in ene noči pa o zahodnem arabskem svetu.
V knjigi se večkrat omenjajo omajadski kalifi. Kalif Abd al-Malik ibn Marvan in njegovi trije sinovi v Sto in eni noči imajo podoben status kot abasidski kalif Harun al-Rašid v Tisoč in eni noči. Po mnenju Claudie Ott je to posledica zgodovinske vloge, ki so jo imeli Omajadi v zgodovini Andaluzije, saj Kordovski emirat velja za naslednika padlega Omajadskega kalifata v Damasku.